# Fundação Ezequiel Dias

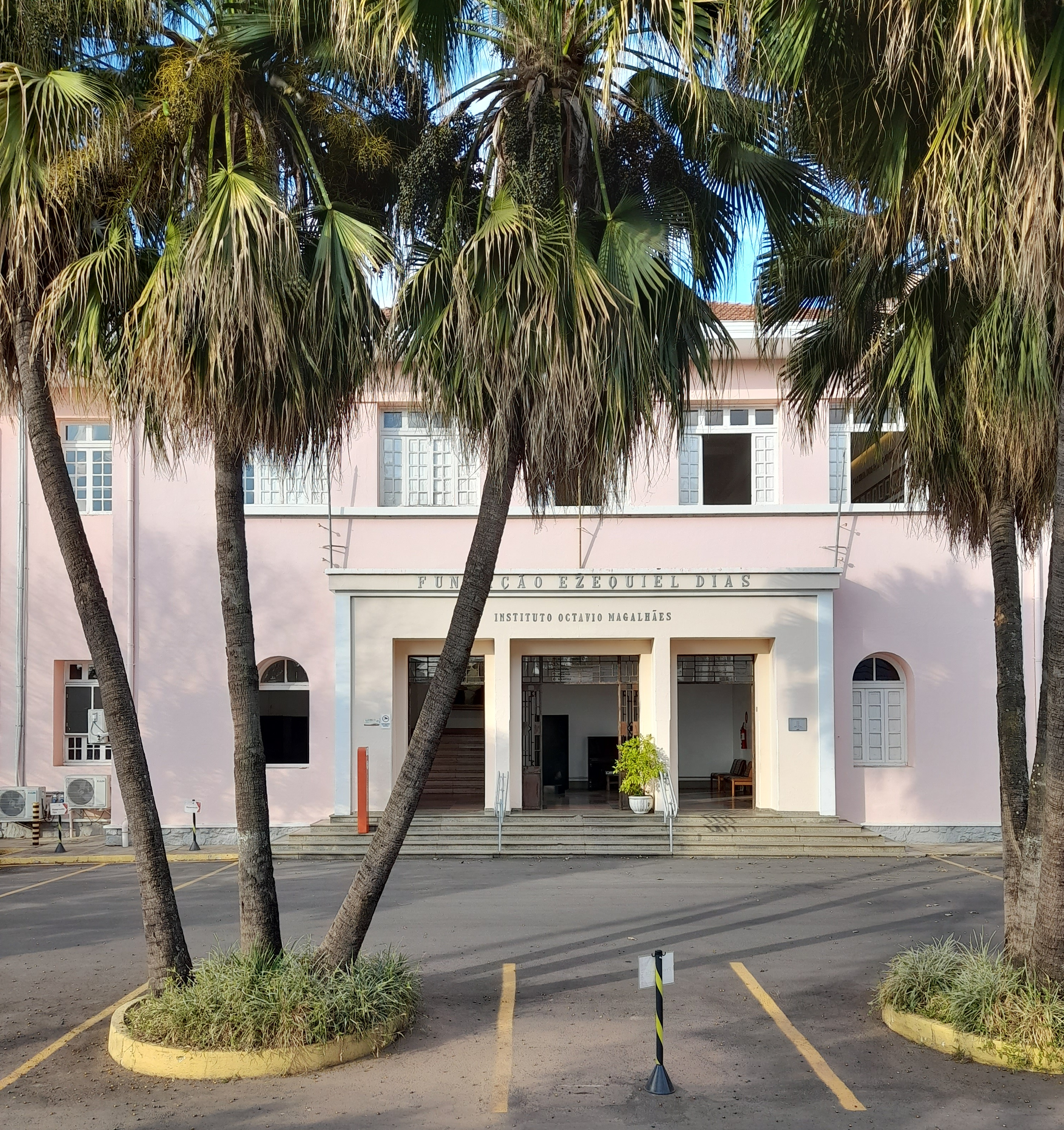
Fundação Ezequiel Dias

A Fundação Ezequiel Dias (FUNED) é um instituto brasileiro de ciências biológicas e tecnologia localizada na cidade de Belo Horizonte. Está vinculado à Secretaria de Estado de Saúde de Minas Gerais.

## História
A história da Fundação se confunde com a de seu fundador, Ezequiel Dias, e com a expansão das atividades da Fundação Oswaldo Cruz, na época chamado Instituto Soroterápico Municipal, instalado na antiga Fazenda de Manguinhos, do Rio de Janeiro. Ezequiel ingressou no Instituto ainda muito jovem, como ajudante acadêmico de medicina.
Sofrendo de Tuberculose, por indicação médica, Ezequiel Dias decide se mudar com a família para a recém-inaugurada capital de Minas Gerais, na esperança de que o clima mais ameno pudesse recuperá-lo. Durante o tratamento, o médico e farmacêutico foi convidado pelo concunhado Oswaldo Cruz – eles eram casados com duas irmãs – para dirigir uma filial em Belo Horizonte do Instituto Manguinhos, que seria instalada em um casarão na Rua Bahia, onde hoje funciona a Biblioteca Luiz de Bessa.
Em 2014, a Fundação completou 107 anos de existência. É tida como referência no país no desenvolvimento de soros, vacinas e medicamentos para o Sistema Único de Saúde (SUS), além de análises laboratoriais. Mantém ainda 200 exemplares de 10 espécies de cobras e mais de quatro mil escorpiões para a extração de venenos usados para fazer soros antiofídicos.

## Pesquisas

### COVID-19
Em meio a Pandemia de COVID-19 no Brasil, a Assembleia Legislativa de Minas Gerais (ALMG) analisou projetos de lei para destinar recursos à Fundação para a produção de uma vacina. Uma das ideias é a utilização da Funed para acelerar a produção da Spintec, imunizante desenvolvido pela Universidade Federal de Minas Gerais (UFMG). O composto poderia começar a ser liberado em larga escala no primeiro semestre de 2022. A iniciativa ainda recebeu apoio do Governo Estadual e da Prefeitura de Belo Horizonte.